# Corts Portugueses
Les Corts Portugueses és el nom amb què es coneix la institució política que complia la funció de representació estamental del regne de Portugal durant l'Edat Mitjana i l'Antic Règim, fins a les Corts Constituents del 1820 o Corts Vintistes, és a dir, fins a la creació del primer parlament portuguès contemporani. Les Corts Portugueses es convocaven tot sovint a la ciutat de Coimbra.